# Tantoo Cardinal
Rose Marie Cardinal, detta Tantoo (Fort McMurray, 20 luglio 1950), è un'attrice canadese.

## Carriera
Nata nella borgata di Anzac, a Fort McMurray, nella provincia canadese di Alberta, Tantoo Cardinal è figlia di Julia Cardinal, una Métis di origini Cree. L'attrice ha interpretato ruoli in diversi lungometraggi e serie televisive quali Spirit Bay, Balla coi lupi, Black Robe, Vento di passioni, Smoke Signals e North of 60. Nel 1992, è stata inserita nel cast della mini-serie della Canadian Broadcasting Corporation, girata ad Uxbridge, By Way of the Stars, insieme a Gordon Tootoosis nel ruolo del Capo Cree e ad Eric Schweig nel ruolo di Black Thunder.

## Filmografia parziale

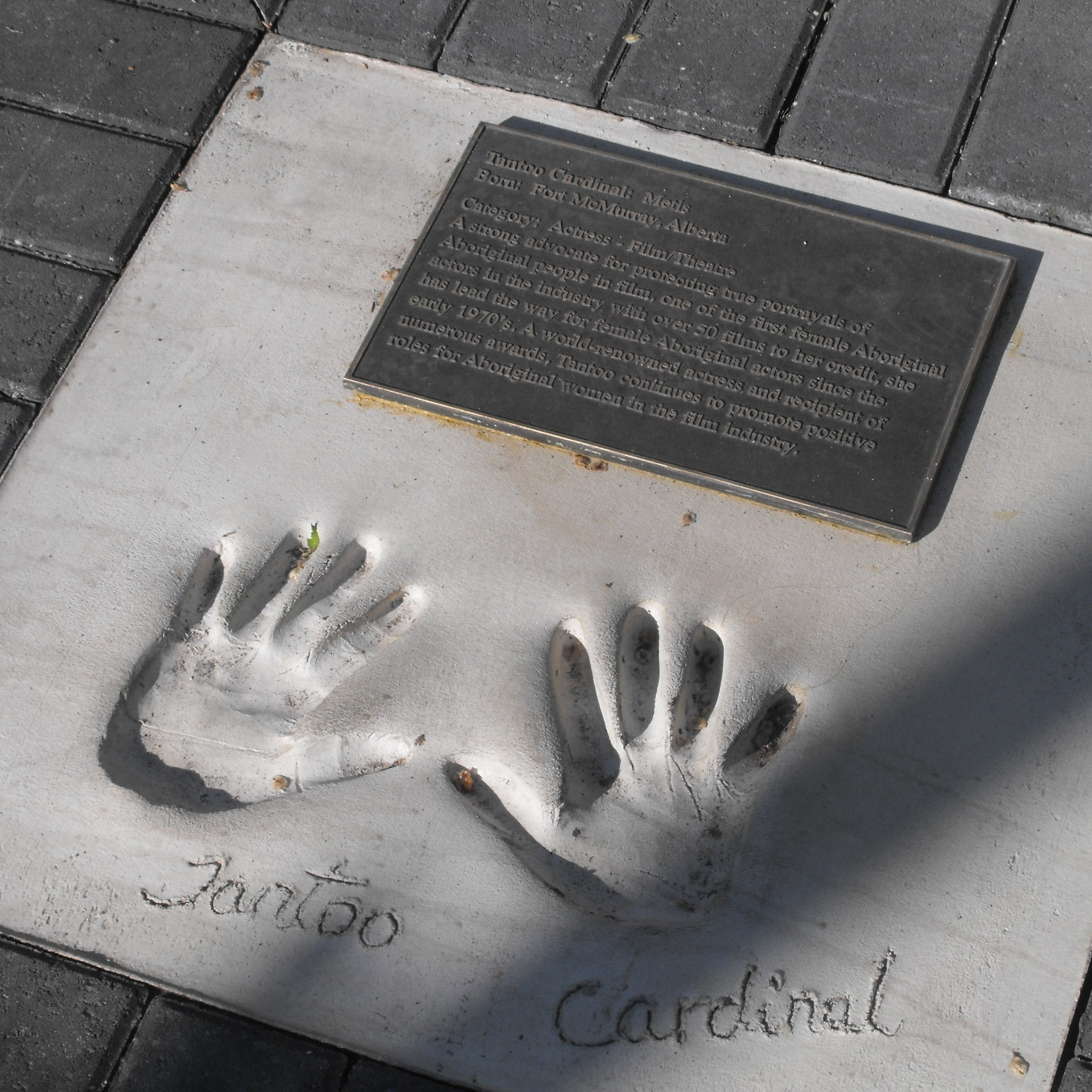
Impronte delle mani di Tantoo Cardinal, Aboriginal Walk of Honour, Edmonton

### Cinema
- He Comes Without Calling, regia di Jeff Howard (1975) - cortometraggio
- Marie Ann, regia di Martin Walters (1978)
- Caccia selvaggia (Death Hunt), regia di Peter Hunt (1981)
- New Day - New Horizon, regia di Jeff Howard (1982) - cortometraggio
- Running Brave, regia di Donald Shebib (1983)
- Senza patria (Places Not Our Own), regia di Derek Mazur (1986)
- Affetti pericolosi (Loyalties), regia di Anne Wheeler (1987)
- Candy Mountain, regia di Robert Frank e Rudy Wurlitzer (1987)
- Patto di guerra (War Party), regia di Franc Roddam (1988)
- Divided Loyalties, regia di Mario Azzopardi (1990)
- Balla coi lupi (Dances with Wolves), regia di Kevin Costner (1990)
- Manto nero (Black Robe), regia di Bruce Beresford (1991)
- Silent Tongue, regia di Sam Shepard (1993)
- Il grande fiume del Nord (Where the Rivers Flow North), regia di Jay Craven (1993)
- Mustard Bath, regia di Darrell Wasyk (1993)
- Sioux City, regia di Lou Diamond Phillips (1994)
- Vento di passioni (Legends of the Fall), regia di Edward Zwick (1994)
- The Education of Little Tree, regia di Richard Friedenberg (1997)
- Silence, regia di Jack Darcus (1997)
- Smoke Signals, regia di Chris Eyre (1998)
- Il cuore della foresta (Heartwood), regia di Lanny Cotler (1998)
- Honey Moccasin, regia di Shelley Niro (1998)
- The Hi-Line, regia di Ron Judkins (1999)
- In Jest, regia di Jay Craven (1999)
- A Stranger in the Kingdom, regia di Jay Craven (1999)
- Stories from the Seventh Fire, regia di Tantoo Cardinal (1999) - cortometraggio
- Postmark Paradise, regia di Thompson E. Clay (2000)
- Blood River, regia di Kent Monkman (2000) - cortometraggio
- Edge of Madness, regia di Anne Wheeler (2002)
- A Day Out with Gordy, regia di Danika Kohler Doman (2002) - cortometraggio
- Memory, regia di Cedar Sherbert (2004) - cortometraggio
- Unnatural & Accidental, regia di Carl Bessai (2006)
- Segreti dal passato (Older Than America), regia di Georgina Lightning (2008)
- Ancestor Eyes, regia di Kalani Queypo (2008) - cortometraggio
- Mothers&Daughters, regia di Carl Bessai (2008)
- Water Under the Bridge, regia di T.J. Lynch (2009) - cortometraggio
- Walking on Turtle Island, regia di Ian Skorodin (2009) - cortometraggio
- Fathers & Sons, regia di Carl Bessai (2010)
- Every Emotion Costs, regia di Darlene Naponse (2010)
- Shouting Secrets, regia di Korinna Sehringer (2011)
- Urla silenziose (Eden), regia di Megan Griffiths (2012)
- Chasing Shakespeare, regia di Norry Niven (2013)
- Maïna, regia di Michel Poulette (2013)
- Pilgrims, regia di Marie Clements (2013) - cortometraggio
- Down Here, regia di Teach Grant (2014)
- Hope Bridge, regia di Joshua Overbay (2015)
- ARQ, regia di Tony Elliott (2016)
- I segreti di Wind River (Wind River), regia di Taylor Sheridan (2017)
- Through Black Spruce, regia di Don McKellar (2018)
- The Grizzlies, regia di Miranda de Pencier (2018)
- Falls Around Her, regia di Darlene Naponse (2018)
- Hold the Dark, regia di Jeremy Saulnier (2018)
- Wendell & Wild, regia di Henry Selick (2022) – voce
- Killers of the Flower Moon, regia di Martin Scorsese (2023)

### Televisione
- Spirit Bay – serie TV (1984)
- Gunsmoke: sfida a Dodge City (Gunsmoke: Return to Dodge), regia di Vincent McEveety (1987)
- I Campbell (The Campbells) – serie TV, episodi 2x13 (1990)
- Presagi (Lightning Field), regia di Michael Switzer (1991)
- Street Legal – serie TV, 4 episodi (1992)
- La grande avventura di Lucas (By Way of the Stars) – miniserie TV, 6 episodi (1992-1993)
- Harts of the West – serie TV, episodi 1x7 (1993)
- Spirit Rider, regia di Michael J.F. Scott (1993)
- La signora del West (Dr. Quinn, Medicine Woman) – serie TV, 7 episodi (1993-1995)
- Lakota Woman: Siege at Wounded Knee, regia di Frank Pierson (1994)
- Colomba solitaria (Lonesome Dove: The Outlaw Years) – serie TV, episodi 1x14 (1996)
- North of 60 – serie TV, 7 episodi (1994-1997)
- Cold Squad - Squadra casi archiviati (Cold Squad) – serie TV, episodi 1x6 (1998)
- Big Bear – miniserie TV, episodi 1x1-1x2 (1998)
- Tecumseh: The Last Warrior, regia di Larry Elikann (1995)
- Grand Avenue, regia di Daniel Sackheim (1996)
- Un posto dove vivere (Navigating the Heart), regia di David Burton Morris (2000)
- The Lost Child, regia di Karen Arthur (2000)
- Dodson's Journey, regia di Gregg Champion (2001)
- How the Fiddle Flows, regia di Greg Coyes (2002)
- DreamKeeper, regia di Steve Barron (2003)
- Il ladro del passato (A Thief of Time), regia di Chris Eyre (2004)
- Sorpresa a Natale (The Road to Christmas), regia di Mark Jean (2006)
- Luna: Il grande spirito (Luna: Spirit of the Whale), regia di Don McBrearty (2007)
- Mom, Dad and Her, regia di Anne Wheeler (2008)
- 2075: Il clima che verrà (Changing Climates, Changing Times), regia di Marion Milne (2008)
- Tales of an Urban Indian, regia di Neill Fearnley (2009)
- Dear Prudence - Vacanza con delitto (Dear Prudence), regia di Paul Schneider (2009)
- On the Farm, regia di Rachel Talalay (2016)
- The Great Northern Candy Drop, regia di Phil Lafrance e Jamie LeClaire (2017)
- Godless – serie TV, 7 episodi (2017)
- Outlander – serie TV, episodi 4x04-4x05 (2018)
- Stumptown – serie TV, 18 episodi (2019-2020)
- Il Commissario Gamache - Misteri a Three Pines (Three Pines) – miniserie TV, 6 puntate (2022)
- Echo – miniserie TV, 5 episodi (2023-2024)

## Doppiatrici italiane
Nelle versioni in italiano delle opere in cui ha recitato, Tantoo Cardinal è stata doppiata da:
- Graziella Polesinanti ne La magica storia di un piccolo indiano, I segreti di Wind River, Hold the Dark
- Anna Rita Pasanisi in Vento di passioni
- Lorenza Biella in Frontiera
- Paila Pavese in See
- Ludovica Modugno in Stumptown
- Alessandra Chiari in New Amsterdam
- Angiola Baggi in Echo

## Riconoscimenti
- Screen Actors Guild Award
  - 2024 - Candidatura al miglior cast cinematografico per Killers of the Flower Moon